# 司馬貞
司馬 貞（しば てい、生没年不詳）は、中国唐代の文人。『史記』の注釈書である『史記索隠』を著したほか、『史記』三皇本紀を補筆した。字は子正。号は小司馬（司馬遷と比較して）。

## 概要
『旧唐書』、『新唐書』に伝がないためその生涯については不明な点が多い。自著の『史記索隠』序に「朝散大夫国子博士弘文館学士河内司馬貞」とあることから、晋を建国した河内司馬氏の本貫である河内郡温県（現在の河南省焦作市温県）出身であると推測される。また『旧唐書』経籍志にかつて潤州（現在の江蘇省鎮江市）別駕に任じられていることが知られるのみである。